# Toxorhina scimitar
Toxorhina scimitar är en tvåvingeart som beskrevs av Alexander 1956. Toxorhina scimitar ingår i släktet Toxorhina och familjen småharkrankar. Inga underarter finns listade i Catalogue of Life.